# Kiss My Ass: The Video
Kiss My Ass: The Video je video americké rockové skupiny Kiss obsahující klipy z různých koncertů a rozhovory s Paulem Stenlym a Gene Simmonsem.

## Seznam skladeb
| Pořadí | Název                                         | Autor                    | Délka |
| ------ | --------------------------------------------- | ------------------------ | ----- |
| 1.     | Parasite (Live, 1975)                         | Ace Frehley              |       |
| 2.     | Do you Love Me (Live, 1977)                   | Stanley / Fowley / Ezrin |       |
| 3.     | Radioactive (Live, 1979)                      | Gene Simmons             |       |
| 4.     | Move On (Live, 1979)                          | Stanley / Japp           |       |
| 5.     | Love Gun (Live, 1992)                         | Paul Stanley             |       |
| 6.     | New York Groove (Live, 1979)                  | Frehley                  |       |
| 7.     | She (Předěláno od Anthrax)                    | Simmons                  |       |
| 8.     | Makin’ Love (Live, 1977)                      | Stanley / Delaney        |       |
| 9.     | Christine Sixteen (Předěláno od Gin Blossoms) | Simmons                  |       |
| 10.    | I Love It Loud (Live, 1982)                   | Simmons / Vinnie Vincent |       |
| 11.    | C’mon and Love Me (Live, 1976)                | Stanley                  |       |
| 12.    | Hooligan (Live, 1977)                         | Peter Criss / Penridge   |       |
| 13.    | Shock Me (Live, 1977)                         | Frehley                  |       |
| 14.    | I (Live, 1982)                                | Simmons / Bob Ezrin      |       |
| 15.    | Take Me (Zkouška 1976)                        | Stanley / Delaney        |       |
| 16.    | She (Zkouška 1976)                            | Simmons                  |       |
| 17.    | Black Diamond (Live, 1976)                    | Stanley                  |       |

## Obsazení
- Paul Stanley – kytara, zpěv
- Gene Simmons – basová kytara, zpěv
- Eric Singer – bicí, zpěv
- Bruce Kulick – sólová kytara, zpěv
- Peter Criss – bicí, zpěv
- Ace Frehley – sólová kytara, zpěv